# June Brewster
June Brewster, nata Kathleen Elizabeth Anderson (Decatur, 13 agosto 1909 – Las Vegas, 2 novembre 1995), è stata un'attrice statunitense.

## Biografia
Ottava di nove figli, lasciò la casa natale per andare a New York e lavorare come corista nei night-club, e per tutto il 1930 fu tra le ragazze che calcarono il palcoscenico del New Amsterdam Theatre di Broadway esibendosi nelle Earl Carroll's Vanities. L'anno dopo era a Hollywood a comparire in The Sport Parade (1932), con Joel McCrea e Marian Marsh, un film ambientato nel mondo della boxe.
La crociera delle ragazze (1933) fu il suo primo film con una parte appena rilevante, dove interpretò Zoe, una ragazza a caccia di un buon partito. Altra discrete parti furono quella recitata in Flying Devils, dove i diavoli volanti sono due paracadutisti innamorati della stessa ragazza, interpretata da Arline Judge, e quella della segretaria in Private Scandal (1934), protagonisti Zasu Pitts e Phillips Holmes. Nel 1938 prese parte al suo ultimo film, un ruolo non accreditato in Thanks for the Memory, con Bob Hope, e lasciò Hollywood per Las Vegas, per vivere con il marito, sposato nel 1936.
Suo marito fu Guy McAfee (1888-1960), un ex-poliziotto di Los Angeles divenuto un importante gangster che controllava il gioco d’azzardo e la prostituzione, prima dietro l'apparenza legale del Clover Club, un casinò sulla Sunset Strip di Los Angeles, e poi dietro quelle del Pair-O-Dice, del Golden Nugget Casino e di altri locali di Las Vegas. Tuttavia non ebbe mai problemi con la giustizia e quando morì, nel 1960, lasciò una cospicua eredità alla moglie.
Quando morì, nel 1995, June Brewster fu sepolta accanto al marito nel Bunkers Eden Vale Cemetery di Las Vegas.

## Filmografia parziale
- La crociera delle ragazze (Melody Cruise), regia di Mark Sandrich (1933)
- Flying Devils, regia di Russell Birdwell (1933)
- Argento vivo (Bombshell), regia di Victor Fleming (1933)
- Labbra dipinte (Hips, Hips, Hooray!), regia di Mark Sandrich (1934)
- Private Scandal, regia di Ralph Murphy (1934)
- The Case Against Mrs. Ames, regia di William A. Seiter (1936)
- Il dissipatore (Spendthrift), regia di Raoul Walsh (1936)
- La camera della morte (She's Dangerous), regia di Milton Carruth, Lewis R. Foster (1937)
- Love Is a Headache, regia di Richard Thorpe (1938)
- Thanks for the Memory, regia di George Archainbaud (1938)